# Allopurinol

Strukturformel Allopurinol

Allopurinol är ett läkemedel som motverkar gikt och höga halter av urinsyrahalter i blodet och som används speciellt i samband med sjukdom i njurkanalerna (giktnefropati) och stenar i urinvägarna (urasten). Allopurinol hämmar bildningen av urinsyra i kroppen och förhindrar därför uratutfällning i vävnader och bildandet av uratstenar och grus i urin.